# المعهد العالي للموسيقى بسوسة
 المعهد العالي للموسيقى بسوسة هو إحدى المؤسسات العليا التابعة لجامعة سوسة، وقد أحدث بمقتضى الأمر عدد 559-99 المؤرخ في 8 مارس 1999، وهو مؤسسة عمومية ذات صبغة إدارية تتمتع بالاستقلال المالي 

شعار المعهد العالي للموسيقى بسوسة

## أرقام
طبقا لأرقام السنة الدراسية 2007-2008 يدرس بها 424 طالبا من بينهم 147 طالبة. 

## الأقسام
منذ السنة الدراسية 2003-2004 تتوزع الدراسة بالمعهد على الشعبتين التاليتين:
- التكوين الموسيقي
- الموسيقى المسنودة بالتكنولوجيات الحديثة

## الشهادات
تنتهي الدراسة بالمعهد العالي للموسيقى بسوسة بالحصول على الشهادات التالية:
1. الأستاذية في الموسيقى والعلوم الموسيقية
2. الإجازة التطبيقية في الإعلامية الموسيقية
3. الإجازة التطبيقية في تقنيات أخذ الصوت
4. الإجازة التطبيقية في الفنون الغنائية والتمثيلية
5. الإجازة الأساسية في الفنون وعلوم الموسيقى
6. الإجازة في الموسيقى مهن الصوت

## وصلات خارجية
- موقع المعهد العالي للموسيقى بسوسة.